# Eragrostis chalarothyrsos
Eragrostis chalarothyrsos är en gräsart som beskrevs av Charles Edward Hubbard. Eragrostis chalarothyrsos ingår i släktet kärleksgrässläktet, och familjen gräs. Inga underarter finns listade i Catalogue of Life. Arten förekommer i västra och centrala delarna av det tropiska Afrika till Etiopien.